# Oostpoort

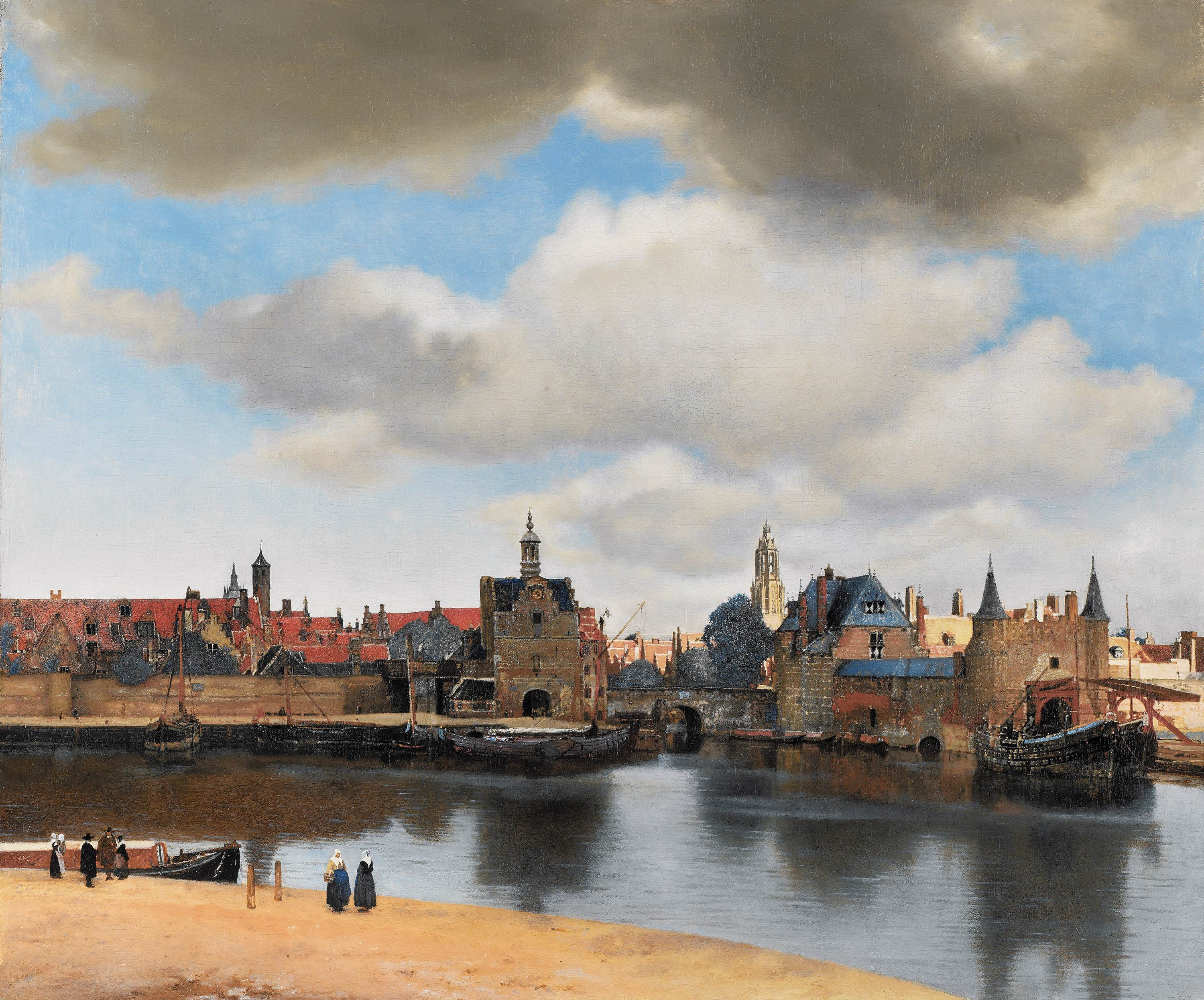
La vue de Vermeer sur Delft. La Rotterdamse Poort peut être vue sur la droite, la Schiedams Poort au centre de la toile.

 (juin 2023).
Si vous disposez d'ouvrages ou d'articles de référence ou si vous connaissez des sites web de qualité traitant du thème abordé ici, merci de compléter l'article en donnant les références utiles à sa vérifiabilité et en les liant à la section « Notes et références ».
L'Oostpoort dans la ville universitaire néerlandaise de Delft est la seule des cinq portes de la ville de Delft qui a été préservée. Oostpoort signifie littéralement Porte Est. C'est un bâtiment classé et l'un des Monuments nationaux des Pays-Bas.

## Histoire et description
L'Oostpoort a été construite vers 1400 comme une porte subordonnée à la défense de la ville. Le rez-de-chaussée est conçu comme une seule pièce, d'où il était possible d'observer les environs via des trappes et de tirer à travers des meurtrières. Dans la salle, il y a un escalier qui menait dans la tour d'escalier au rempart du mur de la ville à l'origine adjacent. Il y avait une salle de garde là-bas. La porte a un accès à la terre et à l'eau, qui sont reliés par les restes d'un mur de la ville. La porte d'eau a une ouverture de passage qui pouvait être fermée avec des barreaux.
Les tours ont été surélevées d'un étage en 1514 et avec des pointes allongées.
De 1962 à 1964, le portail a été entièrement restauré et pourvu de deux petits studios, qui ont été réunis pour former un seul appartement en 1988. Depuis lors, le rempart a été utilisé comme espace d'exposition pour une galerie d'art.
Les autres portes de la ville de Delft étaient la Rotterdamse, la Schiedamse, la Waterslootse et la Haagpoort. La célèbre toile de Johannes Vermeer Vue de Delft montre deux de ces anciennes portes, la Rotterdamse et la Schiedamse Poort.